# Strassenbahnunfall von Basel

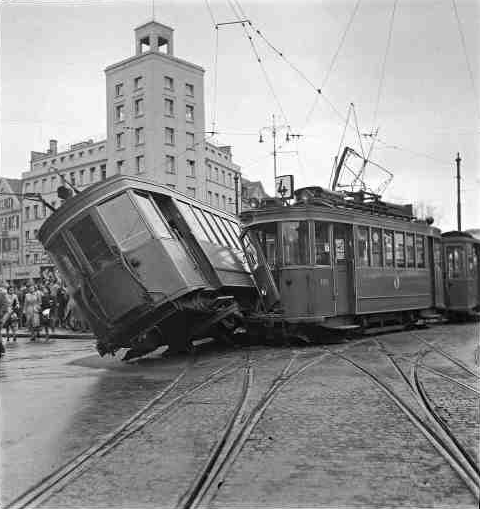
Strassenbahnunfall von Basel am 24. April 1947

Der Strassenbahnunfall von Basel beim Aeschenplatz kostete am 24. April 1947 sechs wartende Fahrgäste das Leben und war der schwerste Unfall in der Geschichte der Strassenbahn Basel seit Betriebsaufnahme im Jahr 1895.

## Unfallablauf
An diesem Donnerstag fuhr um 6:29 Uhr ein vom Centralbahnplatz her kommendes Tram der Linie 4 mit Motorwagen (Ce 2/2 198) mit zwei Anhängern (C2 333 + C2 285) der Basler Verkehrs-Betriebe (BVB) ungebremst in die nach links abbiegende Weiche im Haltestellenbereich auf dem Aeschenplatz. Möglicherweise aufgrund eines Versagens der Bremseinrichtung durchfuhr der Zug die Haltestelle. Der Motorwagen 198 kollidierte mit einem Anhänger (C2 433) eines entgegenkommenden Tramzugs (Ce 2/2 209) der Linie 12 und hebelte diesen in eine bedrohliche Schräglage. Die Räder der linken Wagenseite standen noch in den Schienen. Der zweite Anhänger des Unfallzugs, ein leichter Mitteleinstiegswagen (C2 285), entgleiste. Durch die auftretenden Kräfte löste sich die Kupplung. Der Anhänger drehte sich um die eigene Achse, schlitterte quer über die Haltestelle («Peitscheneffekt») und schob den Anhänger (C2 383) eines in der Haltestelle wartenden Trams (Ce 2/2 103) der Linie 5 aus den Schienen. Der erste Wagen (C2 333) des Unfallzugs entgleiste ebenfalls, stiess zuerst mit dem Wagenende an die Haltestelle und dann an einen Fahrleitungsmast. Diese Kupplung trennte sich nicht.
Wegen des Personenandrangs an der Haltestelle und in den Fahrzeugen forderte der Unfall viele Opfer. Auf der Traminsel starben 6 Personen, 47 weitere wurden teils schwer verletzt.
Der Strafprozess deckte mehrere Ursachen auf, die einzeln oder in Kombination zu diesem schweren Unfall geführt haben konnten. So wurde festgestellt, dass der unfallverursachende Motorwagen über keinen Geschwindigkeitsmesser verfügte. Ein vorübergehender Ausfall des elektrischen Bremssystems (Magnetschienenbremse) konnte nicht ausgeschlossen werden. Die Anhänger besassen nicht kompatible Bremssysteme. Der leichte Mitteleinstiegswagen hatte schlechte Laufeigenschaften. Das Rollmaterial war veraltet.
Aufgrund der nicht auszuschliessenden technischen Mängel an den Fahrzeugen wurde der 26-jährige Wagenführer auf Antrag der Staatsanwaltschaft freigesprochen.

## Der Unfallzug
Der Motorwagen Ce 2/2 198 wurde am 18. Februar 1930 in Dienst gestellt. Ab Werk waren eine Magnetschienenbremse und eine Handbremse eingebaut. Der Motorwagen hatte eine Länge über Puffer von 9'420 mm und einen Achsabstand von 3'000 mm. Tara Gewicht ca. 14'200 kg. Es wurden 59 Steh-/Sitzplätze geboten. Nach dem Unfall, vom 24. April 1947, wurde zwischen dem 31. Oktober 1955 bis 24. März 1956 das Fahrzeug mit einer Druckluftbremse ausgerüstet. Am 23. April 1976 wurde der Motorwagen ausgemustert und abgebrochen.
Der erste Wagen, der C2 333, wurde am 21. November 1913 als C2 233 in Betrieb gesetzt. Zwischen 1916 und 1918 erfolgte eine Umbezeichnung in C2 333. Zwischen 1921 und 1923 wurde eine Druckluftbremse eingebaut. Der Wagen hatte eine Länge über Puffer von 9'380 mm und einen Achsabstand von 2'800 mm. Tara Gewicht 6'800 kg. Es wurden 70 Steh-/Sitzplätze geboten. Der Wagen war am 15. Oktober 1933, am Heiligholz, und am 24. April 1947, am Aeschenplatz, in einen Unfall verwickelt und wurde jeweils schwer beschädigt. Am 12. Juni 1948 erfolgte nochmals eine Umbezeichnung in C2 1133, am 27. Juli 1972 die Ausmusterung und anschliessend der Abbruch.
Der zweite Wagen, der C2 285 wurde am 23. Juni 1907 als Sommerwagen in Betrieb gesetzt. 1922 wurde er in einen geschlossenen Anhänger mit Mitteleinstieg umgebaut und stand ab dem 31. Oktober 1922 als Allwetterwagen C2 285 im Einsatz. Bei einer Kastenlänge von 7'400 mm, Länge über Puffer von 8'080 mm, und einem kurzen Achsabstand von nur 1'800 mm waren seine Laufeigenschaften eher als schlecht zu bezeichnen. Der Wagen neigte zum Schlingern. Tara Gewicht 5'500 kg. Es wurden 45 Steh-/Sitzplätze geboten. Nach dem Unfall, vom 24. April 1947, wurde er 1948 zum Reklamewagen Nr. 2250 umgebaut. Über seine ganze Dienstzeit verfügte er lediglich über eine Handbremse mit Hebel und Kettenzügen. Der Abbruch erfolgte am 30. August 1966.

## Massnahmen nach dem Unfall
Der Unfall führte zu einer Reihe von technischen und betrieblichen Verbesserungen. 
- Bei der Motorwagenserie Ce 2/2 173–216 wurde die, bei noch 13 Fahrzeugen, fehlende Druckluftbremse[6] nachgerüstet. Dies dauerte bis 1956.
- 1950 wurden alle Mitteleinstiegwagen C2 282–293 ausrangiert.
- Ab 1947 wurde aus der Anhängerserie C2 1185–1234 noch bei 27 Wagen die fehlende Druckluftbremse nachgerüstet.